# Wybory do Parlamentu Europejskiego we Włoszech w 2004 roku
Wybory do Parlamentu Europejskiego odbyły się we Włoszech 13 czerwca 2004. Zwycięstwo odniosły opozycyjne partie lewicowe i centrolewicowe, identyfikowane z przewodniczącym Komisji Europejskiej Romano Prodim.

## Wyniki
| Nazwa Partii                                                        | Liczba głosów | Liczba głosów % | Zmiana | Liczba mandatów | Zmiana |
| ------------------------------------------------------------------- | ------------- | --------------- | ------ | --------------- | ------ |
| Drzewo Oliwne:                                                      | 10 119 909    | 31,06%          | –      | –               | –      |
| -Demokraci Lewicy (PDS/PES)                                         | –             | –               | –      | 12              | -3     |
| -Margherita (DL/ELDRP)                                              | –             | –               | –      | 5               | –      |
| -Margherita (DL/EPP-ED)                                             | –             | –               | –      | 2               | –      |
| -Włoscy Demokratyczni Socjaliści (SDI/PES)                          | –             | –               | –      | 2               | –      |
| -Europejski Ruch Republikański (MRE/ELDPR)                          | –             | –               | –      | 1               | –      |
| -Południowotyrolska Partia Ludowa (SVP/EPP-ED)                      | –             | –               | –      | 1               | –      |
| -Bezpartyjni (Lilli Gruber oraz Michele Santoro)                    | –             | –               | –      | 2               | –      |
| Forza Italia (FI/EPP-ED)                                            | 6 837 748     | 20,99%          | -4,1   | 16              | -6     |
| Sojusz Narodowy (NA/UENG)                                           | 3 759 575     | 11,54%          | +1,2   | 9               |        |
| Odrodzenie Komunistyczne (RC/EUL-NGL)                               | 1 971 700     | 6,05%           | +1,7   | 5               | +1     |
| Unia Chrześcijańskich Demokratów i Demokratów Centrum (UDC/EPP-ED)  | 1 917 775     | 5,89%           | +3,8   | 5               | +1     |
| Liga Północna (LN/Ind)                                              | 1 615 834     | 4,96%           | +0,5   | 4               | –      |
| Federacja Zielonych (Verdi/Green-EFA)                               | 802 502       | 2,46%           | +0,7   | 2               | –      |
| Partia Komunistów Włoskich (CI/EUL-NGL)                             | 783 710       | 2,41%           | +0,4   | 2               | –      |
| Lista Emmy Bonino (LEB/Ind)                                         | 731 867       | 2,25%           | -6,3   | 2               | -5     |
| Italia dei Valori (SCDO/ELDRP)                                      | 694 963       | 2,13%           | –      | 2               | +2     |
| Zjednoczeni Socjaliści dla Europy (SUE/ELDRP)                       | 665 771       | 2,04%           | -0,2   | 2               | –      |
| Fiamma Tricolore (FT)                                               | 236 016       | 0,72%           | -0,9   | 1               | –      |
| Sojusz Ludowy – Unia Demokratów na rzecz Europy (AP-UDEUR / EPP-ED) | 420 089       | 1,29%           | -0,3   | 1               | –      |
| Alternatywa Socjalna (AS)                                           | 398 036       | 1,22%           | –      | 1               | +1     |
| Partia Emerytów (PP/EPP-ED)                                         | 372 811       | 1,14%           | +0,4   | 1               | –      |
| Pozostali                                                           | 1 251 563     | 3,84%           | –      | –               | –      |
| Suma                                                                | 32 579 869    | 100%            | –      | 78              | -9     |
| Uprawnionych do głosowania                                          | 49 845 299    |                 |        |                 |        |